# 芳賀高継
芳賀 高継（はが たかつぐ）は、戦国時代から安土桃山時代にかけての武将。下野宇都宮氏の家臣。下野国真岡城主。

## 出自
芳賀氏は清原氏の後裔。下野国の有力武士団・清党の棟梁で益子氏の紀党と共に紀清両党と呼ばれる。

## 略歴
下野宇都宮氏家臣・芳賀高経の子として誕生。
天文10年（1541年）、父・高経が主君・宇都宮尚綱と対立し反乱を起こすも敗死し、兄・高照も弘治元年（1555年）に芳賀高定に追い詰められ自害すると、高継は益子氏の下に身を寄せる。その後、高定の養子となり家督を継いだ。
永禄9年（1566年）、主君・宇都宮広綱の名代として軍勢を率いて小田氏治を攻撃する。翌年も広綱に代わり出陣した。天正4年（1576年）に広綱が没すると子・国綱に仕え、後北条氏と巧みな外交をしながら独立を保ち、その一方で結城氏や佐竹氏、白河結城氏と手を結んでこれに対抗した。
天正年間（1580年代半ば）に、宇都宮広綱の正室・南呂院らの要望で、国綱の弟・時綱（後の芳賀高武）を養子とし、宇都宮に近い芳賀家の飛山城に移った。天正17年（1589年）には家中の勢力争いから益子氏を攻め滅ぼすが、高継の親北条路線が親佐竹路線を採る主君・国綱と反目し関係が悪化。同年、後北条氏へ寝返り北条氏邦らと共に手勢を率いて多気城（多気山城）を攻撃する。宇都宮氏家臣・多功綱継の活躍によって退却したが、復帰を許された。翌天正18年（1590年）には国綱と共に佐竹義宣に小田原への参陣を勧めている。
その後、程なくして陸奥国白河に追放され、文禄元年（1592年）に同地で没した。